# Teoria della scelta razionale
La teoria della scelta razionale applicata alla sociologia è un insieme di principi secondo i quali l'individuo pondera le proprie scelte in base ad un computo autonomo tra costi e profitti delle conseguenze di tale scelta.

## Storia
La teoria della scelta razionale affonda le radici nel pensiero degli economisti nel XIX secolo quando cioè, in seguito alle teorie edonistiche ed utilitaristiche, si iniziò a prendere in considerazione il processo decisionale individuale in base al desiderio di ottenere gratificazione o dal timore di subire una sanzione. In particolare gli economisti, tra i quali Adam Smith, David Ricardo e Carl Menger insistevano sul fatto che la scarsità delle risorse, che caratterizzava l'ambiente socio-economico, obbligava gli individui a compiere delle scelte. In questa cornice, i primi approcci della scelta razionale si basarono sulla teoria dello scambio. Oltre agli economisti, anche alcuni antropologi furono antesignani di tale ordine di idee. Bronisław Malinowski, ad es., effettuò degli studi sullo “scambio Kula”, un particolare rituale praticato nelle isole Trobriand per dimostrare che l'obbligo di dare, ricevere e ricambiare formano una sorta di reciprocità per la quale gli oggetti scambiati sono assimilati alla persona che li ha posseduti, pur non avendo alcuna utilità apparente. La teoria della scelta razionale fece molti proseliti negli anni sessanta grazie ad esponenti quali George Homans, Peter Blau, per poi conoscere un lieve declino nei decenni successivi. Negli anni novanta si ebbe una rivalutazione sulla base degli studi di James Samuel Coleman sul capitale sociale e sul comportamento elettorale.

## Descrizione
La teoria della scelta razionale, ritenendo che c'è un prezzo per ogni cosa, afferma che l'azione umana sia determinata dal perseguimento di interessi personali:
1. gli individui entrano in relazione solo quando capiscono che nell'interazione possono massimizzare l'utilità soggettiva;
2. la cooperazione non è funzionale al sistema bensì all'individuo;
3. c'è uno scambio tra agire individuale e contesto (per es. per Matilde Serao "il ventre di Napoli" è molle, cioè il comportamento collettivo tende ad essere anarcoide).

George Homans, riprendendo l'antropologia, mette in risalto che l'azione di reciprocità si attiva in base a regole che a loro volta creano sistemi di alleanze che sono sia simmetriche che asimmetriche perché il valore di scambio cresce col livello d'importanza del soggetto. I principi sociologici generali della scelta razionale sono descritti da Homans:
1) Principio del successo: se un'azione compiuta da una persona ha successo, maggiore sarà la probabilità che quella persona ripeterà la stessa azione.
2) Principio dello stimolo: se lo stimolo che ha indotto una persona a compiere un'azione di successo si ripresenterà, maggiore sarà la probabilità che quella persona compia la stessa azione.
3) Principio del valore: più una persona attribuisce valore al risultato di un'azione, più è probabile che la compia.

4) Principio della razionalità: nella scelta fra azioni alternative, una persona opterà per quella in cui, secondo una sua percezione, il valore -V- del risultato, moltiplicato per la probabilità -p- di ottenerlo, è più alto.
5) Principio di deprivazione-sazietà: tanto più spesso una persona riceve una particolare ricompensa, tanto meno valore attribuirà a ricompense dello stesso genere (in economia è il principio dell'utilità marginale decrescente).
6) Principio di aggressione-approvazione: quando l'azione di una persona non ottiene il successo sperato, l'individuo assumerà probabilmente un comportamento aggressivo. Al contrario, quando l'azione intrapresa ottiene il successo sperato, la persona ne resta compiaciuta e i risultati di tale comportamento assumeranno maggior rilievo ai suoi occhi.
Particolare rilievo riveste il principio della razionalità.
Blau riprese da Leon Festinger il termine “dissonanza cognitiva” per indicare quel processo in cui i membri di un'organizzazione tendono a nascondere o modificare certi fatti che sono in contrasto con le aspettative del gruppo per ottenere il riconoscimento alle proprie idee trasformandoli in norme e valori condivise. Secondo l'autore, i vantaggi dell'esercizio del potere sono superiori alle aspettative del gruppo subordinato se il consenso collettivo nei confronti della leadership le legittima; il gruppo stesso sviluppa delle norme che servono a far osservare ai membri un comportamento coercitivo.

## Alcune interpretazioni della scelta razionale

### Il tasso dei divorzi
In Italia negli ultimi anni vi è stato un incremento incontrollato del tasso dei divorzi. I sociologi della scelta razionale non si pongono tanto il problema sui fattori che hanno condizionato tale tasso quali, ad es., il mutamento verso forme alternative alla famiglia tradizionale ma prendono in considerazione il fatto che in tutti i casi si è presentata una scelta, da parte degli attori della coppia, sul mantenere o sciogliere il vincolo matrimoniale.

### Interruzione della gravidanza
Kristine Lurker negli anni ottanta ha effettuato una serie di osservazioni sui gruppi di attivisti pro ed anti aborto dimostrando che i membri di ciascuna fazione agiscono non solo in base al modo di definire la propria identità individuale ma anche e soprattutto in base ad una «intera visione del mondo». Per gli anti abortisti il mondo è diviso in due sfere, maschi e femmine, con ruoli chiari e definiti per i quali l'interruzione della gravidanza rappresenta la rottura di tale equilibrio. Per gli abortisti, analogamente, vi è una distinzione tra i due generi ma di tipo asimmetrico nel senso che, secondo loro, la donna avrebbe diritto all'ultima parola sulla possibilità di continuare o meno la gravidanza. In entrambi i casi gli attivisti partecipano insieme a membri del proprio partito con i quali condividono e rafforzano la propria identità in funzione dell'autogratificazione.

### Pubblica amministrazione
Homans effettuò degli studi su una sezione amministrativa della Eastern utilities company che si occupa di controllare la riscossione delle bollette (elettricità, gas ed acqua). L'ufficio in questione era organizzato in base a tre gruppi dove il genere femminile aveva la supremazia. Un gruppo si occupava dell'aggiornamento dei recapiti degli utenti, il secondo gruppo curava il registro di cassa con tutte le minute di pagamento ed, infine, l'ultimo gruppo si occupava della contabilità. I soggetti del campione sperimentale avevo le medesime caratteristiche eccetto quelle del terzo gruppo che richiedeva competenze più avanzate. La vera differenza, tuttavia, non era nelle competenze quanto piuttosto nello stipendio. Il terzo gruppo, infatti, pur dotato di personale più esperto, percepiva la medesima retribuzione di tutti gli altri. Il secondo gruppo, invece, che svolgeva il lavoro essenzialmente di archivio, era il più produttivo. Homans dimostrò che lo stipendio da solo non bastava a garantire la produttività ma che occorresse anche una serie di incentivi erogati in base al merito.

### Congresso americano
L'autonomia dei deputati e dei senatori del congresso è tale che i membri instaurano tra loro rapporti di negoziato che prevedono il voto congiunto su determinate questioni in cambio di favori di natura politica. Per Coleman questi non sono altro che dei giocatori impegnati in una partita permanente che non si esprime solo nella vita parlamentare o nella “stanza dei bottoni” ma anche e soprattutto in una fitta rete di relazioni di scambio. In tal modo in politica si sviluppa un regime cooperativo al di là degli interessi personali dei singoli congressisti.

## Prospettive sulla scelta razionale
Molti critici si sono soffermati sul fatto che la scelta razionale sia limitata al valore dei beni materiali e che non consideri quelli morali. Randall Collins e Neil Smelser, ad es., ritengono che tale teoria non tenga conto delle emozioni, intese come fattori latenti che determinano le scelte, che sono assunte, in tal modo, senza una reale comprensione dell'agente. La scelta razionale, secondo altri, appare più riuscita quando cerca di dimostrare il comportamento ristretto in piccoli gruppi in quanto l'agente può beneficiare di una realtà cognitiva più limitata.